# Ізар Еміні
Ізар Еміні (мак. Изаир Емини; нар. 4 жовтня 1985, Тетово, СР Македонія) — македонський футболіст албанського походження, нападник та атакувальний півзахисник косовського клубу «Дріта».

## Життєпис

### Ранні роки
Народився в Тетово в родині етнічних албанців. До 2006 року займався футболом у молодіжній академії «Ренови».

### «Шкендія»
По завершенні навчання 2007 року приєднався до «Шкендії». У команді виступав протягом шести років. У сезоні 2010/11 років допоміг команді виграти чемпіонат Македонії, а в 2011 році — суперкубок країни.

### «Ренова»
У 2012 році перейшов до «Ренови». У сезоні 2014/15 років Еміні з 20-а голами став найкращим бомбардиром македонського чемпіонату, завдяки чому допоміг «Ренові» пробитися до першого кваліфікаційного раунду Ліги Європи 2015/16.

### «Кукесі»
7 січня 2016 року вільним агентом перейшов до представника Суперліги Албанії ФК «Кукесі», підписавши з клубом 6-місячний контракт з опцією продовження на 2 роки. Під час презентації гравця отримав футболку з 8-м ігровим номером.

#### Сезон 2015/16
За нову команду дебютував 23 січня в програному (0:1) виїзному поєдинку чвертьфіналу кубку Албанії 2015/16 проти «Теути», в якому зіграв усі 90 хвилин. Вісім днів по тому, у своєму дебютному поєдинку в національному чемпіонаті, Еміні відзначився у воротах суперника двічі, в тому числі й на 22-й хвилині реалізував вільний удар у переможному (3:0) домашньому поєдинку проти «Бюліса», завдяки чому швидко став улюбленцем фанів «Кукесі». 13 лютого Еміні знову відзначився голом, цього разу в нічийному (2:2) домашньому поєдинку проти єрокубкового конкурента «Теути», цей гол став третім для Ізара в 3-х поєдинках поспіль.
У березні Еміні демонстрував прекрасну ігрову форму, забивши переможні м'ячі у воротах конкурентів «Кукесі» по боротьбі за вихід у єврокубки — «Лачі» та «Тарбуні Пука». 18 травня в останньому турі албанського чемпіонату відзначився двома влучними дальніми ударами в переможному (2:1) домашньому поєдинку проти «Тирани», завдяки чому допоміг забезпечити своєму клубу на наступний сезон місце в кваліфікації Ліги Європи.
Чотири дні по тому, у нічийному (1:1) поєдинку фіналу Кубка Албанії 2016 проти «Лачі», Еміні вийшов у стартовому складі та зіграв 120 хвилин; матч завершувався серією пенальті, де Еміні реалізував свій удар, чим зумів допомогти команді виграти (5:3) перший трофей в історії клубу. Ізар завершив дебютний для себе сезон в «Кукесі» з 11-а забитими м'ячами (в тому числі 10-а — у національному чемпіонаті) в 23-х матчах (18 з яких — у чемпіонаті), а команда завоювала бронзові нагороди Суперліги.

#### Сезон 2016/17
Еміні розпочав наступний сезон у складному двоматчевому протистоянні з «Рударом» у межах кваліфікації Ліги Європи, в яких з загальним рахунком 2:1 «Кукесі» обіграв чорногорців та вийшов до наступного раунду. В наступному раунді албанці зустрілися з віденською «Аустрією». У першому матчі, коли «Кукесі» поступився з рахунком 0:1, Ізар мав можливість на останніх хвилинах 100 %-й момент, проте схибив й рахунок у матчі залишився незмінним. У матчі-відповіді, програному «Кукесі» на «Ельбасан Арені» з рахунком 1:4, він не зміг допомогти албанцям уникнути вильоту з Ліги Європи з загальним рахунком 1:5.
Еміні розпочав сезон у національних змаганнях 24 серпня, зігравши в Суперкубку Албанії 2016 проти «Скендербеу», забивши другий м'яч «Кукесі» в переможному (3:1) для команди поєдинку на стадіоні «Сельман Стармасі», завдяки чому клуб виграв свій перший в історії албанського футболу Суперкубок. 24 вересня, в безгольовому нічийному (0:0) поєдинку з «Лачі», Еміні отримав травму ноги, яка залишила його поза тренувальним процесом на місяць. Повернувся до тренувань наприкінці жовтня. Після одужання вперше вийшов на футбольне поле в переможному (2:0) матчі першого раунду Кубку Албанії проти тиранського «Динамо», у цьому матчі також відзначився голом. Три дні по тому відзначився переможним голом в останньому поєдинку першого етапу чемпіонату проти «Люфтерарі», завдяки чому «Кукесі» став єдиним клубом, який не зазнав жодної поразки в національному чемпіонаті.

### Подальша кар'єра
У 2017 році повернувся до Македонії, де знову став гравцем «Шкендії». У команді виступав до 2019 року, допоки не виїхав до Косова, де став гравцем клубу місцевої Суперліги «Дріта» (Г'їлані).

## Статистика

### Клубна
Станом на 1 листопада 2016
| Клуб              | Сезон             | Ліга                 | Ліга  | Ліга | Кубок | Кубок | Єврокубки | Єврокубки | Інші  | Інші | Загалом | Загалом |
| Клуб              | Сезон             | Дивізіон             | Матчі | Голи | Матчі | Голи  | Матчі     | Голи      | Матчі | Голи | Матчі   | Голи    |
| ----------------- | ----------------- | -------------------- | ----- | ---- | ----- | ----- | --------- | --------- | ----- | ---- | ------- | ------- |
| «Шкендія»         | 2010–11           | Перша ліга Македонії | 28    | 11   | —     | —     | —         | —         | —     | —    | 28      | 11      |
| «Шкендія»         | 2011–12           | Перша ліга Македонії | 23    | 4    | 1     | 0     | 2         | 0         | —     | —    | 26      | 4       |
| «Шкендія»         | 2012–13           | Перша ліга Македонії | 14    | 5    | 2     | 0     | 2         | 0         | —     | —    | 18      | 5       |
| «Шкендія»         | Загалом           | Загалом              | 65    | 20   | 3     | 0     | 4         | 0         | —     | —    | 72      | 20      |
| «Ренова»          | 2012–13           | Перша ліга Македонії | 14    | 5    | —     | —     | —         | —         | —     | —    | 14      | 5       |
| «Ренова»          | 2013–14           | Перша ліга Македонії | 22    | 9    | —     | —     | —         | —         | —     | —    | 22      | 9       |
| «Ренова»          | 2014–15           | Перша ліга Македонії | 31    | 20   | 4     | 2     | —         | —         | —     | —    | 35      | 22      |
| «Ренова»          | 2015–16           | Перша ліга Македонії | 14    | 6    | —     | —     | 2         | 1         | —     | —    | 19      | 7       |
| «Ренова»          | Загалом           | Загалом              | 81    | 40   | 4     | 2     | 2         | 1         | —     | —    | 87      | 43      |
| «Кукесі»          | 2015–16           | Суперліга Албанії    | 18    | 10   | 5     | 1     | —         | —         | —     | —    | 23      | 11      |
| «Кукесі»          | 2016–17           | Суперліга Албанії    | 5     | 2    | 1     | 1     | 4         | 0         | 1     | 1    | 11      | 4       |
| Загалом           | Загалом           | Загалом              | 23    | 12   | 6     | 2     | 4         | 0         | 1     | 1    | 33      | 15      |
| Усього за кар'єру | Усього за кар'єру | Усього за кар'єру    | 169   | 72   | 13    | 4     | 10        | 1         | 1     | 1    | 193     | 78      |

1. ↑  Усі матчі в Лізі чемпіонів
2. 1 2 3  Усі матчі в Лізі Європи
3. ↑  Матчі в Суперкубку Албанії

## Досягнення

### Командні
«Шкендія»
- Перша ліга Македонії
  -  Чемпіон (1): 2010/11
- Суперкубок Македонії
  -  Володар (1): 2011

«Кукесі»
- Суперліга Албанії
  -  Чемпіон (1): 2016/17
- Кубок Албанії
  -  Володар (1): 2015/16
- Суперкубок Албанії
  -  Володар (1): 2016

«Дріта»
- Суперліга Косова
  -  Чемпіон (1): 2019/20

### Індивідуальні
- Найкращий бомбардир Першої ліги Македонії: 2014/15